# Accademia degli Invaghiti
Die Accademia degli Invaghiti („Akademie der Vernarrten“) war eine 1562 in Mantua, Italien, gegründete und 1752 wieder aufgelöste Wissenschaftsgesellschaft der italienischen Renaissance, die unter gleichem Namen 1996 als Vokal- und Instrumentalensemble neugegründet wurde.

## Die alte Accademia degli Invaghiti (1562–1752)
Die Accademia degli Invaghiti wurde im November 1562 von Cesare I. Gonzaga in Mantua gegründet und ist damit die älteste Wissenschaftsgesellschaft dieser Stadt. Ihre Mitglieder gehörten beinahe ausschließlich dem Adel an. So wurde im frühen 17. Jahrhundert aus der bürgerlichen Schicht heraus die Accademia degli Invitti („Akademie der Unbesiegbaren“) gegründet, die aufgrund eines Beschlusses vom 18. April 1645 am 12. März 1648 in Accademia dei Timidi („Akademie der Ängstlichen“) umbenannt wurde.
Die Accademia degli Invaghiti hat  die Uraufführung der Favola in musica L’Orfeo von Claudio Monteverdi am 24. Februar 1607 anlässlich des Geburtstages von Francesco IV. Gonzaga im herzoglichen Palast in Mantua durchgeführt.
Die Accademia dei Timidi nahm 1738 einen Teil der Mitglieder der Accademia degli Invaghiti auf, als eine geplante Neubildung fehlschlug. Die übrigen Mitglieder schlossen sich 1752 der Colonia Arcadica Virgiliana an, die in diesem Jahr gegründet worden war.
Im Jahr 1767 wurden Pläne gefasst, aus Mitgliedern sowohl der Accademia dei Timidi als auch der Colonia Arcadica Virgiliana eine neue Akademie zu bilden. Diese neue Akademie wurde Reale Accademia di Scienze, Lettere ed Arti oder Reale Accademia di Scienze e Belle Lettere di Mantova genannt und begann ihre Tätigkeit 1768. Auf Wunsch von Kaiserin Maria Theresia wurde sie im gleichen Jahr in die Neugründung Accademia Nazionale Virgiliana überführt.

## Die neugegründete Accademia degli Invaghiti (seit 1996)
Im Jahr 1996 hat Francesco Moi die Accademia degli Invaghiti als Vokal- und Instrumentalensemble in dem Repertoire entsprechender variabler Zusammensetzung neugegründet.